# Ernst-Volker Staub
Pour les articles homonymes, voir Staub.
Ernst-Volker Wilhelm Staub, né le 30 octobre 1954 à Hambourg, est un ancien terroriste présumé, ancien membre de la Fraction armée rouge (RAF) avec Daniela Klette et Burkhard Garweg.

## Biographie
Il étudie en 1975 la linguistique, la phonétique et plus tard le droit a l'université de Hambourg. Il se désinscrit en 1982. En 1984, il est avec Helmut Pohl.
Le 27 mars 1993, il participe avec Daniela Klette et Burkhard Garweg, à l'attentat contre la prison de Weiterstadt.
Le 20 juillet 1999 , il participe avec Daniela Klette à l'attaque d'un véhicule blindé à Duisbourg, bien que la RAF ait été dissoute en 1998.
En 2016, il est soupçonné, par les services du procureur général, d'avoir attaqué à main armée, en juin 2015, un transporteur de fonds, en Allemagne.
Il est aujourd’hui l'un des criminels les plus recherchés d'Europe, une récompense de 80 000 € est promise pour toutes informations permettant son arrestation.